# Gedazeykhur
Gedazeykhur (ryska: Гедазейхур) är en ort i Azerbajdzjan.   Den ligger i distriktet Qusar Rayonu, i den nordöstra delen av landet, 170 km nordväst om huvudstaden Baku. Gedazeykhur ligger 542 meter över havet och antalet invånare är 2 225.
Terrängen runt Gedazeykhur är platt åt nordost, men åt sydväst är den kuperad. Närmaste större samhälle är Qusar, 6,8 km söder om Gedazeykhur.
Trakten runt Gedazeykhur består till största delen av jordbruksmark. Runt Gedazeykhur är det ganska glesbefolkat, med 48 invånare per kvadratkilometer.